# Kernenergie in Kanada
Die Bedeutung der Kernenergie in Kanada unterscheidet sich in den einzelnen Provinzen sehr stark. National betrachtet wurden 2022 ca. 62 % des Stroms mit Wasserkraft erzeugt, 18 % in fossilen Kraftwerken sowie 13 % in Kernkraftwerken. Die Nutzung der Kernenergie beschränkt sich fast ausschließlich auf die Provinz Ontario, dort wurden 2022 53 % des Stroms in 18 Kernreaktoren erzeugt, ein weiterer Reaktor wird zudem in New Brunswick (28 % der Stromerzeugung) betrieben. Zwei der Reaktoren in Ontario wurden 2024 stillgelegt, sodass insgesamt noch 17 Reaktoren in Betrieb sind.

## Entwicklung einer eigenständigen Nuklearindustrie
Kanada/Ontario baute nach dem Zweiten Weltkrieg eine eigene Nuklearindustrie auf und entwickelte ein eigenes Reaktordesign (CANDU), welches den vorhandenen industriellen Möglichkeiten des Landes Rechnung trug. Kanada verfügte nach 1945 mangels militärischem Nuklearprogramm weder über Urananreicherungsanlagen noch über eine Schwerindustrie, die große Druckkessel fertigen konnte. Der entwickelte CANDU-Reaktor wird daher mit unangereichertem Natururan betrieben und verwendet eine Vielzahl von Druckröhren anstatt eines großen Druckkessels. Wegen der Absorptionsneigung für Neutronen kann als Moderator kein leichtes Wasser benutzt werden, sondern es muss auf Schweres Wasser zurückgegriffen werden. Das Schwere Wasser wird hierbei sowohl zu Kühlung der Brennelemente als auch in einem separaten fast drucklosen Tank, der Calandria als Moderator genutzt. Da in Kanada nur CANDU-Reaktoren in Betrieb sind, ist die Profitabilität der kanadischen Kernkraftwerksbetreiber eng mit dem Reaktordesign verbunden.
Ökonomisch ergeben sich aus der Verwendung des Schweren Wassers, des Natururans und der Druckröhren drei Nachteile: Einerseits müssen die Brennelemente in größeren Abständen als bei Leichtwasser-Druckreaktoren angeordnet werden; dies senkt die Leistungsdichte im Kern und führt im Umkehrschluss bei gleicher Leistung zu größeren Reaktorkern-Abmessungen und damit auch höheren Baukosten für die Gebäudestruktur. Als zweiter Aspekt sind die Kosten für die Bereitstellung des Schweren Wassers für den Moderatortank sowie den Primärkreislauf zu nennen. Drittens ist eine Vielzahl von einzelnen Druckröhren im Betrieb zu überwachen und bei Inspektionen zu überprüfen. Die Druckröhren sowie die Röhren des Moderatortanks werden durch ihre Position zwischen den Brennelementen einem sehr starken Neutronenbeschuss und hohen Temperaturen ausgesetzt. Dies macht einen Austausch der Druckröhren im Laufe eines Kraftwerkslebens erforderlich. Während der Generalüberholung des Reaktorkerns kann keine Stromproduktion erfolgen und es sind hohe Investitionen während der Betriebszeit des Kraftwerks nötig.
Die Nuklearforschung in Kanada begann 1940. Mit dem ZEEP nahm 1945 ein erster experimenteller Reaktor in den Chalk River Laboratories den Betrieb auf, der zweite Reaktor NRX wurde 1947 für wissenschaftliche Zwecke zur Verfügung gestellt.

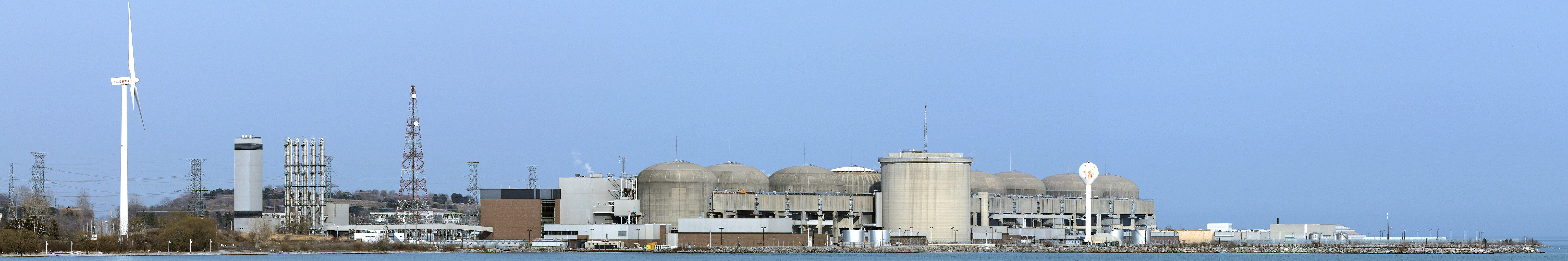
Panoramaansicht des Kernkraftwerks Pickering

Die kommerzielle Nutzung der Kernenergie trieb in Kanada maßgeblich der regionale Energieversorger Ontario Hydro voran – im Rahmen einer industriepolitisch motivierten Auftragsvergabe kamen bei der Entwicklung von Reaktoren und deren Bau auch hauptsächlich Firmen aus Ontario zum Zug.

## Liste der Kernreaktoren in Kanada
| Name          | Block | Reaktor- typ | Modell     | Status      | Leistung [MWe] | Leistung [MWe] | Therm. Leistung [MWt] | Bau- beginn | Erste Kritikalität | Erste Netz- synchro- nisation | Kommer- zieller Betrieb (geplant) | Abschal- tung (geplant) | Ein- spei- sung [TWh] |
| Name          | Block | Reaktor- typ | Modell     | Status      | Netto          | Brutto         | Therm. Leistung [MWt] | Bau- beginn | Erste Kritikalität | Erste Netz- synchro- nisation | Kommer- zieller Betrieb (geplant) | Abschal- tung (geplant) | Ein- spei- sung [TWh] |
| ------------- | ----- | ------------ | ---------- | ----------- | -------------- | -------------- | --------------------- | ----------- | ------------------ | ----------------------------- | --------------------------------- | ----------------------- | --------------------- |
| Bruce         | 1     | PHWR         | CANDU 791  | In Betrieb  | 774 (732)      | 868            | 2620                  | 01.06.1971  | 17.12.1976         | 14.01.1977                    | 01.09.1977                        | –                       | 159,70                |
| Bruce         | 2     | PHWR         | CANDU 791  | In Betrieb  | 777 (732)      | 836            | 2620                  | 01.12.1970  | 27.07.1976         | 04.09.1976                    | 01.09.1977                        | –                       | 143,11                |
| Bruce         | 3     | PHWR         | CANDU 750A | In Betrieb  | 770 (750)      | 865            | 2550                  | 01.07.1972  | 28.11.1977         | 12.12.1977                    | 01.02.1978                        | –                       | 187,12                |
| Bruce         | 4     | PHWR         | CANDU 750A | In Betrieb  | 769 (750)      | 868            | 2550                  | 01.09.1972  | 10.12.1978         | 21.12.1978                    | 18.01.1979                        | –                       | 190,13                |
| Bruce         | 5     | PHWR         | CANDU 750B | In Betrieb  | 817 (822)      | 872            | 2832                  | 31.05.1978  | 14.11.1984         | 01.12.1984                    | 28.02.1985                        | –                       | 237,71                |
| Bruce         | 6     | PHWR         | CANDU 750B | In Betrieb  | 817 (822)      | 891            | 2690                  | 01.01.1978  | 29.05.1984         | 26.06.1984                    | 14.09.1984                        | –                       | 206,77                |
| Bruce         | 7     | PHWR         | CANDU 750B | In Betrieb  | 817 (822)      | 872            | 2832                  | 01.05.1979  | 07.01.1986         | 22.02.1986                    | 10.04.1986                        | –                       | 232,22                |
| Bruce         | 8     | PHWR         | CANDU 750B | In Betrieb  | 817 (795)      | 872            | 2690                  | 30.07.1979  | 13.02.1987         | 07.03.1987                    | 20.05.1987                        | –                       | 217,84                |
| Darlington    | 1     | PHWR         | CANDU 850  | In Betrieb  | 878 (881)      | 934            | 2776                  | 01.04.1982  | 29.10.1990         | 19.12.1990                    | 14.11.1992                        | –                       | 196,05                |
| Darlington    | 2     | PHWR         | CANDU 850  | In Betrieb  | 878 (881)      | 934            | 2776                  | 01.09.1981  | 05.11.1989         | 15.01.1990                    | 09.10.1990                        | –                       | 185,93                |
| Darlington    | 3     | PHWR         | CANDU 850  | In Betrieb  | 878 (881)      | 934            | 2776                  | 01.09.1984  | 09.11.1992         | 07.12.1992                    | 14.02.1993                        | –                       | 186,70                |
| Darlington    | 4     | PHWR         | CANDU 850  | In Betrieb  | 878 (881)      | 934            | 2776                  | 01.07.1985  | 13.03.1993         | 17.04.1993                    | 14.06.1993                        | –                       | 200,29                |
| Douglas Point | 1     | PHWR         | CANDU 200  | Stillgelegt | 206 (203)      | 218            | 704                   | 01.02.1960  | 15.11.1966         | 07.01.1967                    | 26.09.1968                        | 04.05.1984              | 15,63                 |
| Gentilly      | 1     | HWLWR        | HW         | Stillgelegt | 250            | 266            | 792                   | 01.09.1966  | 12.11.1970         | 05.04.1971                    | 01.05.1972                        | 01.06.1977              | 0,84                  |
| Gentilly      | 2     | PHWR         | CANDU 6    | Stillgelegt | 635 (645)      | 675            | 2156                  | 01.04.1974  | 11.09.1982         | 04.12.1982                    | 01.10.1983                        | 28.12.2012              | 124,22                |
| Pickering     | 1     | PHWR         | CANDU 500A | Stillgelegt | 515 (508)      | 542            | 1744                  | 01.06.1966  | 25.02.1971         | 04.04.1971                    | 29.07.1971                        | 01.10.2024              | 134,91                |
| Pickering     | 2     | PHWR         | CANDU 500A | Stillgelegt | 515 (508)      | 542            | 1744                  | 01.09.1966  | 15.09.1971         | 06.10.1971                    | 30.12.1971                        | 28.05.2007              | 71,39                 |
| Pickering     | 3     | PHWR         | CANDU 500A | Stillgelegt | 515 (508)      | 542            | 1744                  | 01.12.1967  | 24.04.1972         | 03.05.1972                    | 01.06.1972                        | 31.10.2008              | 80,00                 |
| Pickering     | 4     | PHWR         | CANDU 500A | Stillgelegt | 515 (508)      | 542            | 1744                  | 01.05.1968  | 16.05.1973         | 21.05.1973                    | 17.06.1973                        | 31.12.2024              | 139,08                |
| Pickering     | 5     | PHWR         | CANDU 500B | In Betrieb  | 516            | 540            | 1744                  | 01.11.1974  | 23.10.1982         | 19.12.1982                    | 10.05.1983                        | –                       | 137,02                |
| Pickering     | 6     | PHWR         | CANDU 500B | In Betrieb  | 516            | 540            | 1744                  | 01.10.1975  | 15.10.1983         | 08.11.1983                    | 01.02.1984                        | –                       | 142,17                |
| Pickering     | 7     | PHWR         | CANDU 500B | In Betrieb  | 516            | 540            | 1744                  | 01.03.1976  | 22.10.1984         | 17.11.1984                    | 01.01.1985                        | –                       | 138,96                |
| Pickering     | 8     | PHWR         | CANDU 500B | In Betrieb  | 516            | 540            | 1744                  | 01.09.1976  | 17.12.1985         | 21.01.1986                    | 28.02.1986                        | –                       | 128,97                |
| Point Lepreau | 1     | PHWR         | CANDU 6    | In Betrieb  | 660            | 705            | 2180                  | 01.05.1975  | 25.07.1982         | 11.09.1982                    | 01.02.1983                        | –                       | 170,35                |
| Rolphton      | 1     | PHWR         | CANDU      | Stillgelegt | 22 (17)        | 25             | 92                    | 01.01.1958  | 11.04.1962         | 04.06.1962                    | 01.10.1962                        | 01.08.1987              | 3,24                  |

1. ↑  Der Block 1 des KKW Bruce war vom 16. Oktober 1997 bis zum 19. September 2012 außer Betrieb.
2. ↑  Der Block 2 des KKW Bruce war vom 8. Oktober 1995 bis zum 16. Oktober 2012 außer Betrieb.
3. ↑  Der Block 3 des KKW Bruce war vom 1. April 1998 bis zum 8. Januar 2004 außer Betrieb.
4. ↑  Der Block 4 des KKW Bruce war vom 16. März 1998 bis zum 7. Oktober 2003 außer Betrieb.
5. ↑  HW BLWR 250
6. ↑  Der Block 1 des KKW Pickering war vom 31. Dezember 1997 bis zum 26. September 2005 außer Betrieb.
7. ↑  Der Block 2 des KKW Pickering war vom 31. Dezember 1997 bis zum 28. Mai 2007 außer Betrieb und wurde am 28. Mai 2007 endgültig stillgelegt.
8. ↑  Der Block 3 des KKW Pickering war vom 29. Dezember 1997 bis zum 31. Oktober 2008 außer Betrieb und wurde am 31. Oktober 2008 endgültig stillgelegt.
9. ↑  Der Block 4 des KKW Pickering war vom 2. Januar 1998 bis zum 21. September 2003 außer Betrieb.

## Reaktortypen
siehe: CANDU-Reaktor

## Ökonomische Situation

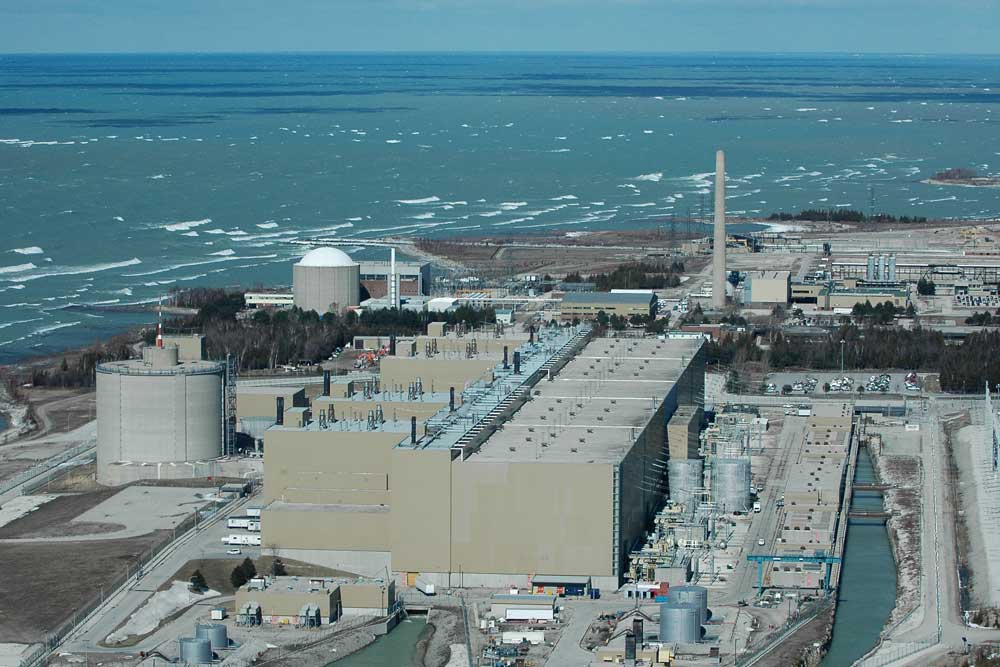
Kernkraftwerk Bruce A

Die Stromgestehungskosten von Kernkraftwerken werden hauptsächlich von Baukosten und deren Finanzierungskosten sowie auf der anderen Seite der vom Kraftwerk erzeugten Strommenge, also der Betriebszuverlässigkeit bestimmt. Im Falle der in Kanada verwendeten CANDU-Reaktoren kommen noch die Kosten für mindestens eine Generalüberholung des Reaktorkerns während der Lebensdauer hinzu. In Ontario gab es auf der Kosten- und auf der Einnahmeseite Probleme. Die AKWs in Ontario wurden nie im vorgegebenen Zeit- und Kostenrahmen fertiggestellt, die tatsächlichen KKW-Neubaukosten betrugen im Schnitt 250 % der geplanten Kosten. Durch verspätete Inbetriebnahme einzelner Reaktoren erhöhten sich zudem die Finanzierungskosten, diese können über ein Drittel der während des Betriebs zu tilgenden Kreditsumme ausmachen.
Wegen technischer Probleme blieben zudem die erzeugten Elektrizitätsmengen hinter den Erwartungen zurück. 1993 wurden die Reaktoren in Bruce wegen möglicher Nichtbeherrschung eines Kühlmittelverlust-Störfalls auf 60 % ihrer Nominalleistung gedrosselt. Infolge von Nachrüstungen wurde diese Beschränkung später auf 90 % angehoben. Weiterhin wurden mehrere Reaktoren außer Betrieb genommen. Nach einer ersten Reaktorblock-Abschaltung wegen Materialproblemen in Bruce A 1995 musste Ontario Hydro Ende 1997 die vier Reaktoren in Pickering A wegen unterbliebener Nachrüstungen am Notabschaltesystem und ungenügender Wartungs- und Instandsetzungsbemühungen vorübergehend stilllegen. Aus betriebswirtschaftlichen Gründen wurden auch die verbliebenen drei Reaktoren des Kernkraftwerks Bruce A für einige Jahre in den Betriebsstillstand versetzt, danach aber wieder in Betrieb genommen.
1998 lagen die Gestehungskosten für Strom aus Kernkraftwerken von Ontario Hydro mit 7,7 kanadischen Cent/kWh über dem durchschnittlichen Verkaufspreis von 6,4 kanadischen Cent/kWh. Die Verluste aus dem Betrieb von KKW wurden durch Wasserkraftwerke (1,1 kanad. Cent/kWh) und fossile Kraftwerke (4,3 kanad. Cent/kWh) ausgeglichen – eine Abzahlung der Kredite für die Kraftwerksbauten war aufgrund dessen nicht erreichbar. Daraufhin wurde Ontario Hydro 1999 in fünf Einzelgesellschaften zerlegt, die aufgelaufenen Schulden von 19,4 Mrd. kanadischen Dollar (mehr als 75 % davon aus dem Kernkraftwerksbau und -betrieb) wurden in die staatliche Ontario Electricity Financial Corporation ausgelagert. Diese sollten bis 2018 durch eine allgemeine Verbrauchssteuer auf elektrische Energie sowie den Erträgen aus den anderen Teilen der ehemaligen Ontario Hydro getilgt sein – wobei sich die Prognose für den Tilgungszeitpunkt im Zeitraum von 2001 bis 2010 stetig weiter in die Zukunft verschob.

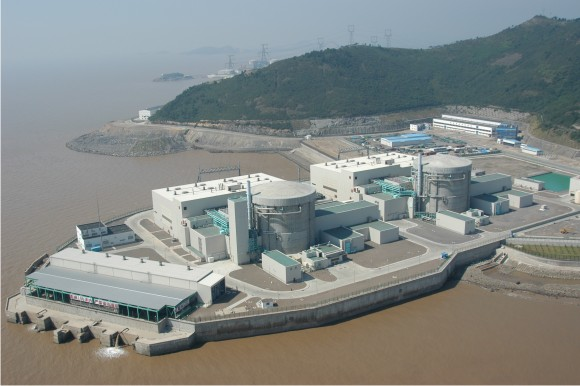
Kernkraftwerk Qinshan-III, Blöcke III-1 und III-2

Nach der Aufspaltung von Ontario Hydro wurden vier im Betriebsstillstand verharrende Reaktoren modernisiert und wieder in Betrieb genommen, bei zwei Reaktoren dauerten die Arbeiten im Januar 2010 noch an. Auch Reaktoren außerhalb Ontarios mussten generalüberholt werden. Alle Sanierungen überschritten dabei wiederum den geplanten Zeit- und Kostenrahmen. Ins Ausland wurde der in Ontario nicht gebaute Reaktortyp CANDU-6 exportiert, davon wurde z. B. Wolsong 1 nach 37 Jahren unterdurchschnittlicher Verfügbarkeit stillgelegt.